# Sergio Cabanelas
Sergio José Rodríguez Domínguez (Monforte de Lemos, Lugo, 25 de julio de 1995), más conocido como Sergio Cabanelas, es un exfutbolista español. Jugaba en la demarcación de guardameta y destacó en el fútbol base del Real Madrid.

## Trayectoria

### Orígenes e inicios
Nacido en Monforte de Lemos, pertenece a una familia de futbolistas. Su abuelo José Rodríguez Cabanelas, del que hereda el apodo "Cabanelas", destacó en el Club Lemos y en el CD Ourense a finales de la década de 1940 y principios de la de 1950. Posteriormente su padre, José María Rodríguez Vázquez, jugó en varios equipos de la zona como el Calasancio, la Sarriana y también el Club Lemos.
Se formó en el CP Calasancio de su localidad natal, en el que destacó desde pequeño como portero. En 2007 fue convocado por el Celta de Vigo para jugar con el equipo alevín los torneos de Lisboa, León, Arousa, Ponferrada y Brunete. Su buena actuación en los amistosos despertó el interés del Celta para ficharlo pero Cabanelas prefirió seguir formándose en el Calasancio.
En 2009 fue convocado por la selección gallega sub-14 y continuó destacando en el Calasancio de División de Honor Cadete. Su proyección despertó el interés del FC Barcelona y el Real Madrid.

### Real Madrid
Finalmente en agosto de 2009 firma un contrato con el Real Madrid para las próximas cinco temporadas. En su primera temporada en el club blanco se hizo con la titularidad en la portería del cadete B. En su segunda temporada como cadete fue convocado para la selección española sub-16.
En su tercer año en el Real Madrid Cabanelas juega en el Juvenil C y debuta en un partido con el equipo B. En la temporada 2012-13 Cabanelas juega en el Juvenil B bajo las órdenes de Fernando Morientes. Esa temporada disputó dos torneos internacionales en Alemania y Catar y el Juvenil B se proclamó campeón de liga.
La temporada 2013-14 jugó en el Juvenil A de División de honor entrenado por Luis Miguel Ramis. También disputó la primera edición de la UEFA Youth League. El equipo madrileño alcanzó la final a cuatro del torneo, en la que fue eliminado en semifinales por el SL Benfica. Esa temporada el Juvenil se proclamó campeón del grupo V de la División de Honor y también de la Copa de Campeones Juvenil. Cabanelas fue clave en la victoria en la final contra la Real Sociedad, que se decidió en la tanda de penaltis (1-1, pen. 7-6).
En la temporada 2014-15 jugó en el Real Madrid C de Tercera División, entrenado por José Aurelio Gay. Cabanelas fue titular indiscutible en el equipo, que acabó en novena posición en el que fue su último año de existencia. En mayo de 2015 fue operado del hombro.

### Regreso a Galicia y retirada
En julio de 2015, después de la desaparición do Real Madrid C, Cabanelas rescindió el año de contrato que le quedaba en el club blanco y fichó por el Racing de Ferrol, que jugaba en Segunda División B. Cabanelas debutó en el trofeo Concepción Arenal, en el que compartió portería con el titular Ian Mackay y que acabó con derrota por 1-3 contra el CD Lugo.
En enero de 2016 sufrió una luxación en el hombro que se había operado la temporada anterior. En mayo de ese mismo año vuelve a sufrir otra luxación, perdiéndose la promoción de ascenso a Segunda. Finalmente tuvo que ser operado y su recuperación se prolongó durante varios meses. En marzo de 2017, en la recta final de su recuperación, fichó por el Atlético Escairón, equipo del grupo norte de la Preferente de Galicia.
En julio de 2017 ficha por el CD Barco de Tercera División. El portero monfortino solo pudo disputar el primeiro partido de liga contra el Villalonga. Una nueva lesión en el hombro hizo que tomara la decisión de abandonar momentáneamente el fútbol para no tener que volver a pasar por el quirófano.
En noviembre de 2017 decide volver al fútbol y se incorpora como entrenador de porteros y jugador de campo en el AD Bóveda, equipo entrenado por su padre. El 17 de diciembre debuta como delantero en un partido contra el CD San Ciprián. El equipo jugó varios partidos esa temporada y la seguinte con el equipo de Bóveda antes de su retirada definitiva.

## Selecciones

### Selección gallega
En 2009 fue convocado para disputar el campeonato de España sub-14 con la selección gallega. Debutó el 20 de marzo de 2009 con una buena actuación en el partido entre las selecciones de Galicia y la Comunidad Valenciana, disputado en Ferrol con resultado favorable para los gallegos (1-0).

### Selección española
En octubre de 2010 fue convocado por Santi Denia para entrenar con la selección española sub-16 en la Ciudad del Fútbol de Las Rozas. En 2011 volvió a ser convocado para una concentración que tuvo lugar entre el 23 y el 26 de mayo. En esa concentración debutó como internacional con la selección española sub-17, en un partido contra Bélgica (4-3 para el conjunto español).